# 룬다노르트주

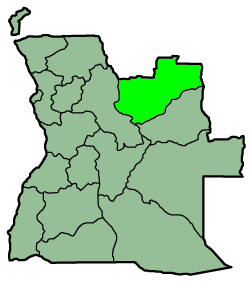
룬다노르트 주의 위치

룬다노르트주(Lunda Norte)는 앙골라의 주로, 주도는 둔두이며 면적은 103,000km2, 인구는 약 850,000명이다. 독립 당시 룬다노르트 주의 주도는 루카파였지만 후에 둔두로 이전했다. 북쪽과 동쪽으로는 콩고 민주 공화국과 국경을 맞대고 있으며 다이아몬드가 많이 매장되어 있는 것으로 알려져 있지만 개발은 더딘 편이다.